# Peter Olawale
Peter Ukeme Olawale (2002. július 26. –) nigériai utánpótlás-válogatott labdarúgó, a Balzan játékosa kölcsönben a Debrecen csapatától.

## Pályafutása

### Klubcsapatban
Olawale a nigériai Tripple 44 FC csapatában kezdte el labdarúgó-pályafutását. 2020 nyarán az izraeli másodosztályú Hapóél Ra'anana csapatának játékosa lett, amelynek színeiben 2021 és 2022 között negyvennégy bajnoki mérkőzésen tizenhat gólt szerzett. 2022 augusztusában leigazolta őt a Debreceni VSC csapata. Augusztus 22-én debütált a magyar élvonalban a Mezőkövesd elleni mérkőzésen. 2023. február 21-én több játéklehetőség miatt az örmény Noah csapatába került kölcsönbe. Július 8-án a máltai Balzan csapatába került egy szezonra kölcsönbe.

### A válogatottban
Tagja volt a 2019-es U17-es labdarúgó-világbajnokságon szerepelt nigériai keretnek.